# 分隊

NATO軍の歩兵分隊を表す兵科記号

分隊（ぶんたい、英: squad, section, division）は、軍隊編成上の戦術単位のひとつ。
陸軍と海軍では分隊の概念が異なり、陸軍においては下士官が指揮する単位であるのに対し、海軍においては士官が指揮する単位であって陸軍の分隊より規模が大きいことに注意を要する。

## 分隊 (陸軍)
陸軍における分隊とは、アメリカ英語の squad（イギリス陸軍では section）の訳語として充てられたもので、小隊の下位となり、下士官（軍曹、曹長）たる分隊長によって指揮される小部隊をいうことを指す。
10名前後である場合が多いが、さらに細かく「班」「組」などを設けない場合には、5名前後でも分隊として扱う場合がある。
近代以降の歩兵分隊の場合、小銃を主力として、1丁程度の分隊支援火器（軽機関銃、マークスマンライフル、軽迫撃砲など）を装備する場合が多い。
迫撃砲や榴弾砲に於いては、砲一門の人員（射撃要員と車両の運転手）で分隊となる。
陸上自衛隊の普通科連隊普通科中隊の分隊は規模として班よりも人員数は若干少なく小規模である（約7 - 8名、班編制は10名）。

### 分隊 (憲兵)
大日本帝国陸軍の憲兵では、警察署に相当する部隊として憲兵分隊を運用していた。憲兵隊の下位、憲兵分遣隊の上位となっていた。自衛隊の警務隊においては、分隊という編成は行われていない。

## 分隊 (海軍)
大日本帝国海軍における分隊長は、所轄長（原則として海軍大佐。軍艦の艦長、駆逐隊の司令など）に直属し、分隊に属する下士官兵を管理した。例えば、ある時期の戦艦「長門」の下士官兵（1300名程度）は21個の分隊に分かれており、150名の下士官兵が属する分隊もあった。
太平洋戦争より前の平時における海軍兵科将校のキャリアは、海軍兵学校を卒業し、海軍少尉候補生・海軍少尉・海軍中尉として分隊長を補佐する分隊士を務め（辞令「補 軍艦赤城 乗組」）、海軍大尉に進級して分隊長を務め（辞令「補 軍艦扶桑 分隊長」）、さらに科長（例：砲術長）と分隊長を兼ねる（辞令「補 軍艦古鷹 砲術長 兼 分隊長」）、といった流れであった。
海上自衛隊における分隊長の位置づけは、帝国海軍における分隊長のそれと概ね同じである。

## 分隊 (警察)
日本の警察の場合、機動隊の規模・編成は各都道府県警によって大きく異なっているが、例えば警察庁の調整のもとで広域運用される管区機動隊の分隊は、巡査部長を分隊長、巡査（巡査長を含む）3 - 4名を分隊員として編成される。一方、警視庁機動隊の場合は、巡査部長を分隊長とするのは同様だが、分隊員の人数は6 - 7名とされている。

## 分隊 (消防)
日本の消防本部においては自治体により異なるが、概ね車両1台に搭乗する人員を分隊または小隊と呼ぶ（小隊と称する方が一般的で、その長は小隊長と称する）。消防組織ではこの分隊（または小隊）が最小編成単位となる。
分隊は分隊長（消防司令、消防司令補または消防士長）1名および隊員（消防司令補、消防士長、消防副士長または消防士）3 - 4名前後の合計4 - 5名で構成される。
救急隊では分隊長1名、隊員2名の合計3名が標準であり、はしご隊などでは分隊長1名、隊員1名の合計2名で構成される場合もある。

## フィクションに登場する分隊

### テレビドラマ
『コンバット!』
主人公は歩兵分隊と率いる隊長。

### ゲーム
『戦場のヴァルキュリア』
追加シナリオとして、イーディ分隊が活躍する。